# Hansa-Business-Park
Der Hansa-Business-Park (Eigenschreibweise Hansa-BusinessPark) liegt im südlichen Stadtgebiet von Münster in Westfalen. Das 67 Hektar große Industrie- und Gewerbegebiet bezieht seinen Namen von der A1, die zwischen Lübeck und dem Ruhrgebiet als Hansalinie bezeichnet wird. Eigentümerin des Areals ist die Wirtschaftsförderung Münster GmbH. Sie verkaufte das erste Grundstück 2010.
Aktuell entsteht hier für rund 500 Millionen Euro eine Batteriefabrik.

## Geschichte
1993 hatte der Rat der Stadt Münster für ein Gewerbe- und Industriegebiet bei Amelsbüren eine städtebauliche Entwicklungsmaßnahme beschlossen. Obwohl sie zwei Jahre später aufgehoben wurde, gingen die Voruntersuchungen weiter. Nach der Wiederaufnahme planerischer Schritte 1999 erfolgte 2004 die Genehmigung des neuen Flächennutzungsplans 2010. Hintergrund war: Die Stadt Münster verfügte über keine wettbewerbsfähigen Industrieflächen für überregional ausgerichtete Großprojekte. Diese qualitative und quantitative Schwachstelle des städtischen Flächenangebotes sollte der Hansa-Business-Park beheben und gewerblich-industrielle Investitionen sowie Arbeitsplätze an Münster binden.
Eine Markt- und Zielgruppenanalyse von Atisreal aus dem Jahr 2005 bescheinigte dem Projekt das Potenzial zur Gewinnung von Logistik-, Großhandels, Handwerk- und Industrieunternehmen mit regionalen Ansiedlungseffekten. Zudem biete ein Autobahnanschluss optimale Standortvoraussetzungen. Auf dieser Grundlage trafen Akteure aus Münsters Politik, Verwaltung und Wirtschaft grundlegende Entscheidungen für den Hansa-Business-Park und verfolgten Entwicklungsziele weiter.
2006 gab es grünes Licht für direkten Autobahnanschluss. 2007 folgte der Ratsbeschluss zur Bebauungsplan-Aufstellung. 2009 traf der Rat die Entscheidungen zu baulichen Maßnahmen und rechtlichen Regelungen. Zugleich begann die Wirtschaftsförderung Münster GmbH mit der Vermarktung der Flächen, ehe 2010 der erste Grundstückskaufvertrag mit der L. Stroetmann Saat GmbH & Co. KG unterschrieben wurde.

## Lage
Der Hansa-Business-Park bei Münster-Amelsbüren ist in zwei Teile gegliedert. Der erste, größere Bereich wurde ab 2010 erschlossen und umfasst zirka 47 Hektar Nettobauland. Er wird südöstlich vom Dortmund-Ems-Kanal, westlich von der A1 und nördlich von der Kopenhagener Straße umrahmt. Der zweite Bauabschnitt liegt unweit in nordöstlicher Richtung oberhalb der Wiedaustraße mit einer Fläche von zirka 10 Hektar Nettobauland. Die Erschließung startete 2015 mit dem Neubauprojekt eines IT-Unternehmens.

## Infrastruktur

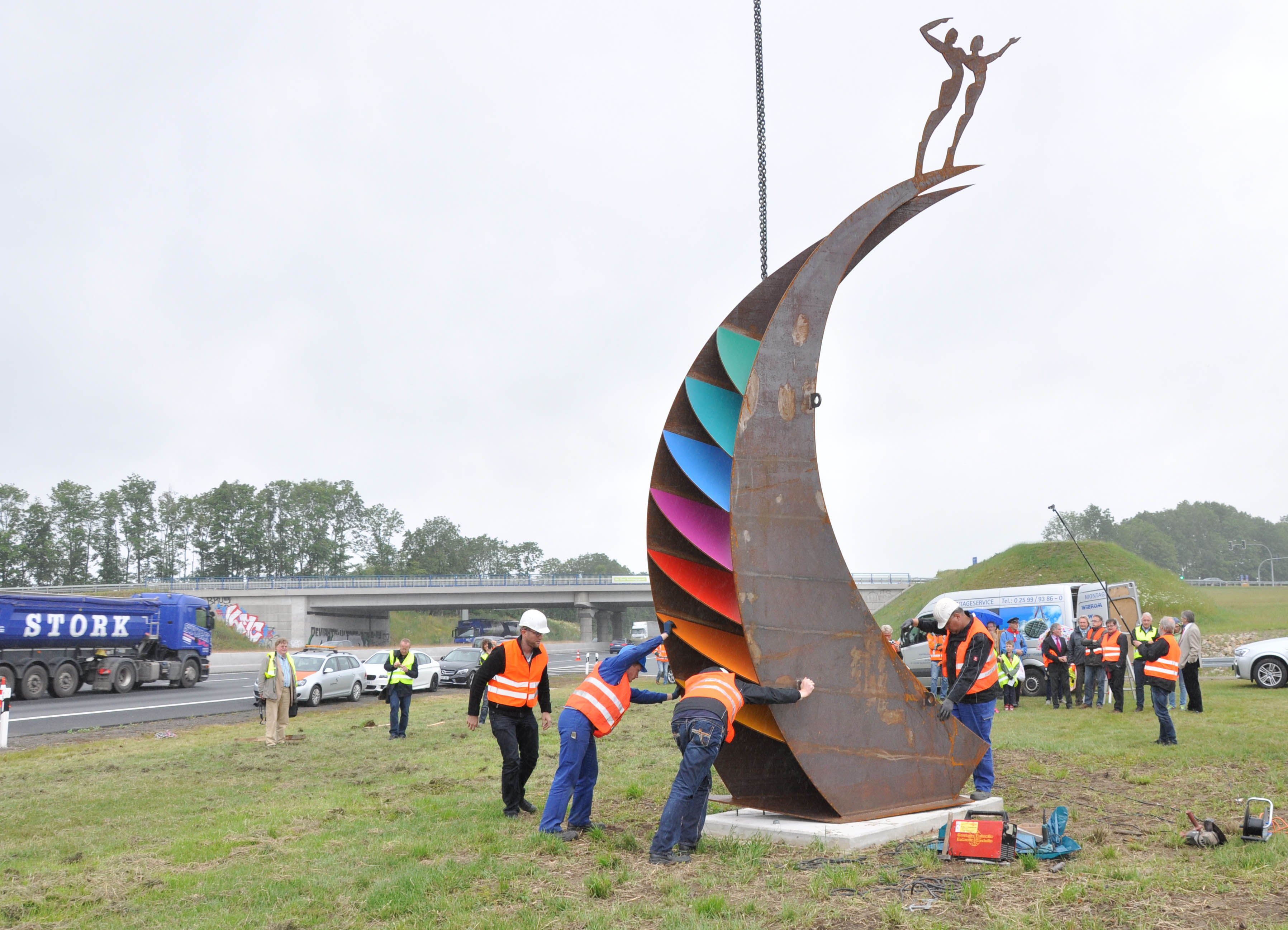
Die Skulptur von Alfred Gockel markiert die A1-Anschlussstelle am Hansa-Business-Park.

Der Hansa-Business-Park liegt an der Nord-Süd-Achse A1. Die Öffnung der Anschlussstelle Münster-Hiltrup/Amelsbüren erfolgte im November 2014. Zwei Monate zuvor war hier eine Skulptur von Alfred Gockel aufgestellt worden. Mit farblich gestalteten Fächern stellte der Künstler den Bezug zu den Firmen im Hansa-Business-Park her. Neben der Straße ist das Gewerbegebiet auch über den Dortmund-Ems-Kanal erreichbar. An der 250 Meter langen Umschlagstelle können zwei Schwergutschiffe anlegen. Sie wurde erstmals 2012 im Zuge des Baus der A1-Anschlussstelle genutzt, als binnen eines halben Jahrs 80.000 Tonnen Schotter über den Wasserweg angeliefert wurden. Das entspricht 2.857 Sattelzügen à 28 Tonnen auf der Straße.
Die 2014 ausgebaute Kopenhagener Straße am nördlichen Rand des Hansa-Business-Parks dient inzwischen als neue Hauptverkehrsachse zwischen der Autobahn und Amelsbüren bzw. Hiltrup.

## Unternehmen

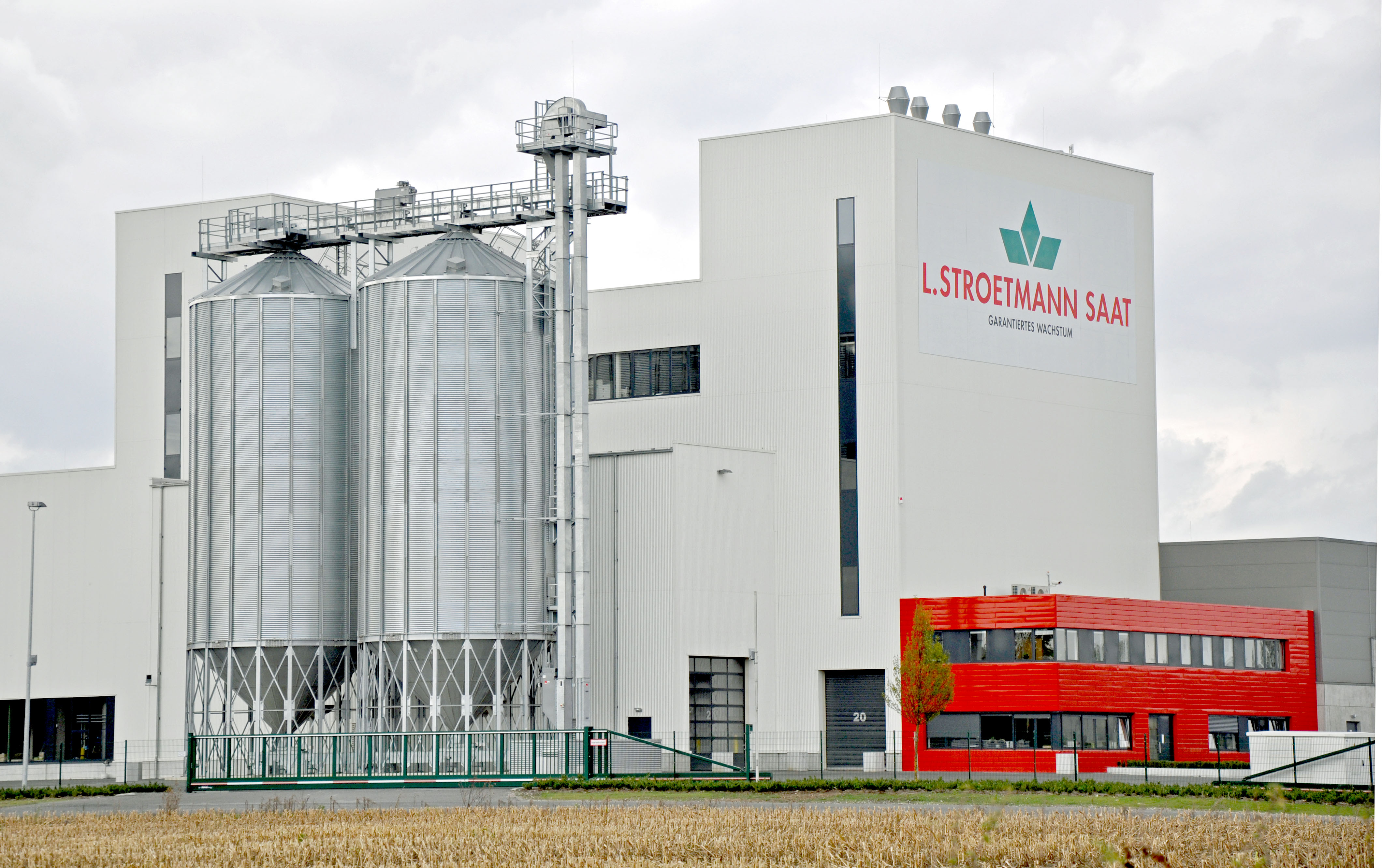
L. Stroetmann Saat siedelte sich 2011 mit einem Saatgut-Zentrum als erste Firma im Hansa-Business-Park an.

Im November 2010 führte die L. Stroetmann Saat GmbH & Co. KG den ersten Spatenstich für ein Saatgut-Zentrum mit Silogebäude, Mischanlagen sowie Abfüll- und Lagerhallen aus. Im Laufe der Zeit kamen die Firmen Könning Garten- und Landschaftsbau (2012), die Igema GmbH als Hersteller von mess- und regeltechnischen Produkten für die Überwachung von Dampfkesseln und verfahrenstechnischen Anlagen (2012) und der Futtermittelhersteller IFP (2013) dazu. Weitere Ansiedlungen erfolgten durch das Autohaus Bleker (2013), die Bäckerei Pohlmeyer (2013) und das Busunternehmen Theo’s Reisen (2014). Ende 2014 eröffnete die Westfalen AG an der Kopenhagener Straße eine Tankstelle und 2018 eine LKW-Waschanlage. Im Oktober 2016 wurde das Alcaro-Logistikzentrum in Betrieb genommen. Mitte 2017 erfolgte die Einweihung des Gefahrgutlagers des Imperial-Konzerns. 2018 nahmen der Sanitär- und Heizungsbetrieb Matschke, das Autohaus Stopka und die Franz-Bracht Kran-Vermietung GmbH ihre Standorte in dem Gewerbegebiet in Betrieb.
Seit 2023 baut das Land NRW hier für die Fraunhofer-Gesellschaft eine Batteriefabrik für die Forschungsfertigung. Ein erster Teilabschnitt ist im Mai 2024 fertiggestellt worden.